# 2001 في بولندا
فيما يلي قوائم الأحداث التي وقعت خلال عام 2001 في بولندا.

## سياسة

### تعيين في المنصب
- 19 أكتوبر – يزيك ميلر رئيس مجلس وزراء بولندا.

### انتهاء فترة المنصب
- 19 أكتوبر – جيرزي بيك رئيس مجلس وزراء بولندا.

## أفلام
من الأفلام التي صدرت هذه السنة في بولندا:
- 1 يناير – المشعوذ من إخراج Marek Brodzki [الإنجليزية]‏.

## وفيات

### يونيو
- 12 يونيو – فيكتور همبرغر (مواليد 1900)

### يوليو
- 2 يوليو – إسرائيل شاحاك (مواليد 1933)